# Takanori Arisawa
Takanori Arisawa (有澤孝紀, Arisawa Takanori) (2. travnja 1951. – 26. studenog 2005.) bio je japanski skladatelj iz Tokija. Njegova najpoznatija glazba potječe iz anime serije "Mjesečeva ratnica".
Arisawa je uglavnom sam naučio zanat jer ga je zanimala glazba od najranije dobi. Počeo je svirati glasovir s 20 godina a dvije godine kasnije se upisao na sveučilište Senzoku Gakuen gdje je diplomirao na polju skladatelja i glazbe iz orkestra. Zanimao ga je i jazz i pop. Isprva je skladao glazbu za televizijske reklame, a potom za televizijske drame.
od 1992. do 1997. skladao je hvaljenu i slavljenu glazbu za anime seriju "Mjesečeva ratnica". Za svoj je doprinos osvojio "Veliku nagradu zlatne ploče" od Columbia Records. Prema izjavama, postepeno je prelazio iz pop u klasičnu glazbu u toj seriji kako bi naglasio sazrijevanje junakinja.
Preminuo je u 54. godini.

## Djela
Anime, igre i TV emisije za koje je Arisawa skladao glazbu:
- Ask Dr. Rin!
- Bikkuriman i Super Bikkuriman
- Digimon (sezone 1-4)
- Don-Don Domel to Ron
- Galaxy Fraulein Yuna
- Goldfish Warning!
- Kamen no Ninja Akakage
- King's Brunch
- Moeru!! Robokon
- Mjesečeva ratnica
- Ulica Sezam (japanska verzija)
- Tales of Eternia
- Yume no Crayon Oukoku

## Vanjske poveznice
- Službeni site  Arhivirana inačica izvorne stranice od 6. listopada 2007. (Wayback Machine)
- Takanori Airsawa na Internet Movie Databaseu